# シャドー・ダンサー
『シャドー・ダンサー』（Shadow Dancer）は、2012年にイギリスとアイルランドが共同製作したスパイ映画。トム・ブラッドビーの小説『哀しみの密告者』を原作としており、ブラッドビーは脚本家としても参加している。

## ストーリー
北アイルランドに暮らすシングルマザーのコレットは、「IRA（アイルランド共和軍）」の活動家だった両親の影響で、自身もいつしかIRAの活動に身を投じていた。しかし、それが原因で1993年のロンドン爆破事件の際、容疑者として逮捕されてしまう。そんな彼女の前に「MI5（イギリス諜報局保安部）」の捜査官マックが現れ、ある提案を持ちかける。それは拘留を免除する代わりにMI5のスパイとなって、IRAの内部情報や動向を報告しろというものだった。幼い息子と離れるわけにはいかない彼女は、この提案に従わざるをえないのだった。
こうして両者の厳しい監視の中、スパイ活動を始めるコレットだったが、次第に幹部の疑いの目や家族への罪悪感に苦しめられていく。一方マックは、IRAの内部には「シャドー・ダンサー」と呼ばれるMI5のスパイがもう一人いることを知り、その存在を執拗に隠す上司のフレッチャーに対し疑念を抱いていく。

## キャスト
※括弧内は日本語吹替
- コレット・マクビー - アンドレア・ライズブロー（園崎未恵）
- マック - クライヴ・オーウェン（堀内賢雄）
- ケイト・フレッチャー - ジリアン・アンダーソン（日野由利加）
- コレットの母 - ブリッド・ブレナン（英語版）（一城みゆ希）
- ジェリー・マクビー - エイダン・ギレン（林和良）
- コナー・マクビー - ドーナル・グリーソン
- ケヴィン・モルビル - デヴィッド・ウィルモット（英語版）